# Fehmi Agani
Fehmi Agani (n. 23 ianuarie 1932, Đakovica, Provincia Autonomă Kosovo și Metohia, Serbia – d. 6 mai 1999, Lipljan, Republica Serbia, Iugoslavia) a fost un sociolog și politician din Kosovo, considerat a fi cel mai important gânditor și strateg politic al Ligii Democrate din Kosovo⁠(d) (LDK) în anii 1990. A reprezentat LDK în negocierile internaționale care au avut loc înaintea Războiului din Kosovo din 1998–1999, dar a fost ucis, se pare, de militarii sârbi în timpul războiului, din cauza atitudinii sale politice.

## Biografie

### Studiile și cariera didactică
Agani s-a născut în anul 1932 în orașul Gjakova (care făcea parte atunci din Regatul Iugoslaviei) și a învățat mai întâi la o școală din Priștina. A studiat apoi cursurile Facultății de Arte a Universității din Belgrad, pe care le-a absolvit în 1959, iar mai târziu, în 1964, a absolvit cursuri de masterat în științe politice. A predat ulterior sociologia la Pristina, a urmat studii de doctorat, încheiat cu succes, și a ocupat un post didactic la Universitatea din Priștina⁠(d). A fost director al Institutului de Albanologie între anii 1967 și 1970 și decan al Facultății de Filosofie a Universității din Priștina între 1978 și 1980. Autoritățile iugoslave l-au exclus din învățământ în 1981 și l-au destituit de la universitate cu ocazia epurării personalului didactic universitar albanez din Kosovo ce a avut loc în urma revoltelor studențești.

### Cariera politică
Agani a fost ales membru corespondent al Academiei de Științe și Arte din Kosovo în 1994 și a devenit membru titular doi ani mai târziu. El a participat la dialogul politic privind viitorul provinciei Kosovo, colaborând cu președintele Ibrahim Rugova în calitate de cofondator și membru al consiliului de conducere al Ligii Democrate din Kosovo (LDK). A devenit principalul gânditor și strateg politic al LDK. El a condus delegațiile albaneze la discuțiile care au condus la Războiul din Kosovo din 1998–1999 și a fost unul dintre principalii negociatori kosovari la Conferința de la Rambouillet⁠(d) (februarie–martie 1999). Fiind un susținător important al non-violenței și al reconcilierii, el a fondat Forumul pentru Relații Etnice cu scopul de a promova un dialog între albanezi și sârbi. Filosoful albanez kosovar Shkëlzen Maliqi⁠(d) a descris mai târziu rolul lui Agani ca fiind
| “ | mai mult al unui jucător independent și, în comparație cu Rugova – care a continuat să repete aceleași fraze și promisiuni seci – s-a implicat activ în soluționarea problemelor politice stringente și a condus politica ideologică și strategică a Ligii Democrate din Kosovo și a mișcării albaneze ... Agani a făcut o politică pragmatică și a exercitat o influență puternică asupra politicii juridice, echilibrând tensiunile dintre structurile de conducere ale mișcării și centrele de putere, adică parlamentul și guvernul din Kosovo. | ” |

### Războiul din Kosovo și moartea
A rămas în Kosovo în timpul războiului și a scăpat de epurarea inițială a liderilor albanezi kosovari din Priștina, care a fost efectuată de forțele sârbe. NATO a anunțat din greșeală moartea lui la câteva zile după începerea Bombardamentului NATO asupra Iugoslaviei, dar el a rămas ascuns în case sigure din oraș timp de cinci săptămâni, folosind acest timp pentru a începe să scrie o carte. A încercat să fugă în Macedonia de Nord, dar trenul cu care călătorea a fost întors de la graniță. În timp ce trenul a pornit înapoi spre Priștina, Agani a fost scos din vagon de poliție. Cadavrul lui a fost găsit în apropierea satului Lipjan câteva zile mai târziu. Deși mass-media sârbă a considerat că Armata de Eliberare din Kosovo (UCK) era vinovată de moartea lui, crima a fost atribuită de familia sa, UCK și politicienii occidentali serviciilor de securitate ale Iugoslaviei. Ministerul Federal de Externe al Germaniei a publicat o declarație, în care afirma că asasinarea lui Agani va fi soluționată de Tribunalul Penal Internațional pentru fosta Iugoslavie, dar până în prezent nimeni nu a fost pusă sub acuzare.

## Scrieri
- Në rrjedha të mendimit sociologjik – Vepra I 1990. ISBN: 9951-05-000-X și ISBN: 9951-05-001-8
- Për shoqërinë civile – Vepra II ISBN: 9951-05-000-X și ISBN: 9951-05-002-6
- Demokracia, Kombi, Vetëvendosja – Vepra III ISBN: 9951-05-000-X și ISBN: 9951-05-003-4
- Partitë dhe grupet politike në Shqipëri gajtë luftës së dytë botërore (1939–1945) – Vepra IV ISBN: 9951-05-000-X și ISBN: 9951-05-004-2
- Sindikatat Gjermane dhe shkrime tjera – Vepra V ISBN: 9951-05-000-X și ISBN: 9951-05-005-0
- Gjuha e dhunës dhe zëri i arsyes – Vepra VI ISBN: 9951-05-000-X și ISBN: 9951-05-006-9
- Pavarësia gjasa dhe shpresë – Vepra VII ISBN: 9951-05-000-X și ISBN: 9951-05-007-7.
- Intervista, reagime – Vepra VIII ISBN: 9951-05-000X și ISBN: 9951-05-008-5.